# Ikatan
Ikatan és una àrea no incorporada de l'Aleutians East Borough de l'estat nord-americà d'Alaska. Porta el nom de la península d'Ikatan, i està situada a l'illa d'Unimak. El nom va ser publicat per l'enquesta geològica dels Estats Units a un mapa fet el 1949 i va entrar al Sistema d'Informació de noms geogràfics el 5 de febrer de 1999.

## Poblacions més properes
El següent diagrama mostra les poblacions més properes.

## Demografia
Ikatan va aparèixer per primera vegada com comunitat no incorporada al cens de 1950. Aquesta va ser l'única vegada que va aparèixer al cens com una comunitat separada. A partir de 2010, l'antiga zona del llogaret es troba ara formant part de False Pass.